# جيغنيش ميفاني
جيغنيش ميفاني (أو ميواني؛ مواليد 11 ديسمبر 1980) هو محامي هندي وناشط وصحفي سابق وممثل عن دائرة فادغام الانتخابية في الجمعية التشريعية لولاية غوجارات. عمل منظم اجتماعات لمنصة حقوق الداليت الحكومية

## نشأته وتعليمه
ولد جيغنيش ميفاني في 11 ديسمبر 1980 في أحمد أباد، غوجارات لعائلة تنتمي لطبقة الداليت (أو ما يُعرف بالمنبوذين) من قرية ميو في مقاطعة مهسانا. نشأ في عائلة من الطبقة المتوسطة الدنيا، وعمل والداه كاتبان لدى الحكومة، أقامت العائلة في منطقة ميغانيناغار التي يقطنها الداليت في أحمد أباد. عمل والده في مؤسسة أحمد أباد البلدية ووالدته في شركة بهارات سانشار نيجام المحدودة للاتصالات. التحق ميفاني بمدرسة سواستيك فيديالي ثم بمدرسة فيشوا فيديالايا مادياميك شالا في مقاطعة أحمد أباد. بدأ دراسته العليا باختيار تخصص العلوم، ولكنه ترك الدراسة وأكملها بعد التحول إلى تخصص العلوم الإنسانية. تخرج ميفاني في عام 2003 بدرجة بكالوريوس الآداب في الأدب الإنجليزي من كلية اتش كيه للفنون، التابعة لجامعة غوجارات.
ذكر ميفاني أنه في الكلية، لم يُعتبر مجرد طالب من الداليت. كان معجبًا بسوميا جوشي الذي عمل أستاذًا مشاركًا وعالمًا مسرحيًا في الكلية بالإضافة إلى عضو هيئة التدريس سانجاي بهافي الذي عرّفه على العديد من الشخصيات التاريخية والمعاصرة التي نشطت في المجال الاجتماعي في ولاية غوجارات. ذكر كذلك أنه بفضل جوشي وبهافي، أصبح على تواصل بالنشرات الإعلامية للمجتمع المدني الغوجاراتي مثل بوميبوترا ونيريكشك ونايا مارج. خلال مسيرته الدراسية، أدى ميفاني أدوارًا في السينما الموازية ودرس أعمال الشاعر الغوجاراتي، ماريز. خلال هذه الفترة، تأثر ميفاني بالرسام الهولندي فنسنت فان خوخ والناشط الحقوقي موكول سينها. بعد تخرجه، التحق بكلية بهافان في أحمد أباد للحصول على شهادة الدراسات العليا، في الصحافة والاتصال الجماهيري، والتي حصل عليها في عام 2004.

## النشاط

### المسيرة المهنية المبكرة
في عام 2004، انتقل ميفاني إلى مومباي وعمل صحفيًا في المجلة الإخبارية الناطقة باللغة الغوجاراتية، أبهيان. عمل في هذه المجلة مدة ثلاثة أعوام قبل أن يترك مجال الصحافة ليصبح ناشطًا. خلال هذه الفترة، عمل كذلك لفترة وجيزة في صحيفة يومية غوجاراتية. ذكر في شهادته أنه «أدرك أن المثالية والواقعية أمران مختلفان» وتوصل إلى قرار نهائي بترك العمل في الصحافة بعد مشاهدة خيدو مورا ري، وهو فيلم وثائقي غوجاراتي تناول موضوع انتحار المزارعين.
بدأ ميفاني نشاطه من خلال الاشتراك بالنقابات العمالية، وعاد إلى ولاية غوجارات في عام 2008. عمل مع ناشط مجال حق الحصول على المعلومات، بهاراتسينه زالا الذي زار معه العديد من الأماكن لدراسة الأسباب والقضايا التي أدت إلى انتحار المزارعين. في النهاية، انضم إلى منظمة الحقوق المدنية، جان سانغارش مانش بإدارة موكول سينهال. في سبيل مكافحة قضايا التمييز ضد فئة الداليت، تواصل ميفاني مع العديد من النشطاء مثل مانغولا براديب ومارتن ماكوان من صندوق نافسارجان وداليت شاكتي كندرا. عمل كذلك مع المحامي الناشط جيريش باتيل والناشط الغاندي تشونيلال فيديا في الدفاع عن حقوق المزارعين وإصلاح الأراضي وتطوير الاقتصادات الريفية المستدامة. شرع في قيادة مطالبات بزيادة رواتب عمال الصرف الصحي. ذكر ميفاني أنه حصل على آخر راتب له والذي بلغ 15 ألف روبية في أغسطس 2007، واعتمد بعدها على زملائه الذين تراوح عددهم بين 10 و15 لتزيده بمبلغ تراوح بين 1,000 و1,500 روبية لتغطية نفقاته الشهرية من أجل مواصلة عمله ناشطًا متفرغًا.
في عام 2009، قاد ميفاني دراسة استقصائية أُجريت في مقاطعتي سوريندرانغار وأحمد أباد للاطلاع على توزيع فائض الأراضي الحكومية على الداليت الذين لا يمتلكون الأراضي بموجب أحكام قانون سقف الأراضي الزراعية في ولاية غوجارات. كشفت نتائج الدراسة أن تخصيص الأراضي لهذه الفئة لم يحدث إلا على الورق وأن النقل الفعلي للأراضي رُفض. على مدار الأعوام التالية، خاض حملة بشأن تخصيص الأراضي والتي استمرت فترة طويلة، وجرى تسجيل 110 فردًا من نشطاء حق الحصول على المعلومات حتى عام 2015. شجع العديد من الأشخاص ميفاني على الحصول على شهادة في القانون ليصبح على اتم الاستعداد ومطلعًا على نحو أفضل لمساعدة الأفراد المحتاجين إلى التمثيل القانوني. التحق ميفاني بكلية الحقوق في جامعة غوجارات بينما استمر في حملته التي تناولت قضايا الأراضي أثناء دراسته. في عام 2013، تخرج للمرة الثانية بدرجة البكالوريوس في القانون، وأصبح محاميًا ناشطًا مارس مهنته في محكمة غوجارات العليا، حيث مثل الداليت الذين لا يملكون أرضًا في قضاياهم. في عام 2014، انضم ميفاني إلى حزب عام آدمي وأصبح المتحدث الرسمي باسمه في ولاية غوجارات.
في عام 2015، رفع ميفاني دعوى قضائية للمصلحة العامة في المحكمة العليا حول تخصيص 56,879 فدانًا من الأراضي الحكومية الفائضة للعمال الذين لا يملكون أرضًا في ولاية غوجارات. نظرًا لنشاطه الذي دام أعوامًا كثيره، تمكن ميفاني من الحصول على أتباع ومؤيدين في أوساط مجموعات العمال والداليت.

### حادثة أونا واحتجاجات داليت
تمكن ميفاني من الصعود إلى الصدارة الوطنية خلال الاحتجاجات التي أعقبت حادثة الجلد التي وقعت في منطقة أونا. في 11 يوليو 2016، تعرض سبعة شبان من الداليت للتعذيب في بلدة أونا بولاية غوجارات بذريعة حماية البقر وبحضور الشرطة. صور المهاجمون الحادث وجرى تداول المقاطع على نطاق واسع عبر وسائل التواصل الاجتماعي. تصاعدت الأحداث وأسفرت عن تحرك جماهيري وتشدد واسع النطاق بين الداليت في الولاية. أثناء تلك الاحتجاجات، اجتمعت نحو 30 منظمة حقوقية من الداليت لتشكيل لجنة مكافحة فظائع أحداث أونا الداليت. أعلنت اللجنة عن تنظيم مظاهرة حاشدة وتجمع ضد الفظائع والتمييز المُرتكب على الأساس الطبقي في أحمد أباد في 30 يوليو 2016. كان ميفاني أحد منظمي الحدث وجرى تعيينه منظمًا للجنة.